# Materials extraterrestres
Els materials extraterrestres és un terme que generalment es refereix als objectes actualment sobre la Terra que estaven en estat sòlid abans que hi arribessin. L'octubre de 2011 es va informar que una forma de material extraterrestre, la pols còsmica contenia matèria orgànica complexa ("sòlids orgànics amorfs amb una estructura mixta aromàtica-alifàtica") que podria haver estat creada de manera natural i ràpida pels estels.

## Categories
1. Meteorits massa grossos per vaporitzar-se a l'entrada de l'atmosfera però massa petits per deixar fragments sobre el sòl
2. roques lunars portades per les missions Apolllo
3. micrometeorits sense fondre, típicament de menys de 100 micròmetres de diàmetre
4. Pols interplanetària recollida sobre la Terra
5. Espècimens per les missions de la NASA Long Duration Exposure Facility (LDEF) i la missió Stardust.